# Światosław III Igorowicz
Światosław III Igorowicz (zm. 1211)  – książę wołyński.
Syn Igora Światosławowicza. Po zdobyciu Halicza przez wojska węgierskie, jego brat książę Roman Igoriewicz musiał uciekać. Powróciwszy kazał stracić 500 bojarów a wielu zostało wygnanych. Pewna ich grupa znalazła się na Węgrzech, która wezwała na pomoc króla węgierskiego Andrzeja II. Wojska węgierskie zajęły Halicz, a Roman Igoriewicz trafił do niewoli. Bojarzy haliccy wykupili go z niewoli i we wrześniu 1211 powiesili razem z bratem Światosławem III Igorowiczem.